# NGC 1493
NGC 1493 est une galaxie spirale barrée située dans la constellation de l'Horloge. NGC 1493 a été découverte par l'astronome écossais James Dunlop en 1826.

## Caractéristiques
Sa vitesse par rapport au fond diffus cosmologique est de 1 004 ± 4 km/s, ce qui correspond à une distance de Hubble de 14,8 ± 1,0 Mpc (∼48,3 millions d'al).
La classe de luminosité de NGC 1493 est III-IV et elle présente une large raie HI.
À ce jour, six mesures non basées sur le décalage vers le rouge (redshift) donnent une distance de 10,848 ± 1,286 Mpc (∼35,4 millions d'al), ce qui est tout juste à l'extérieur des valeurs de la distance de Hubble. Notons cependant que c'est avec la valeur moyenne des mesures indépendantes, lorsqu'elles existent, que la base de données NASA/IPAC calcule le diamètre d'une galaxie et qu'en conséquence le diamètre de NGC 1493 pourrait être d'environ 22,2 kpc (∼72 400 al) si on utilisait la distance de Hubble pour le calculer.

## Morphologie

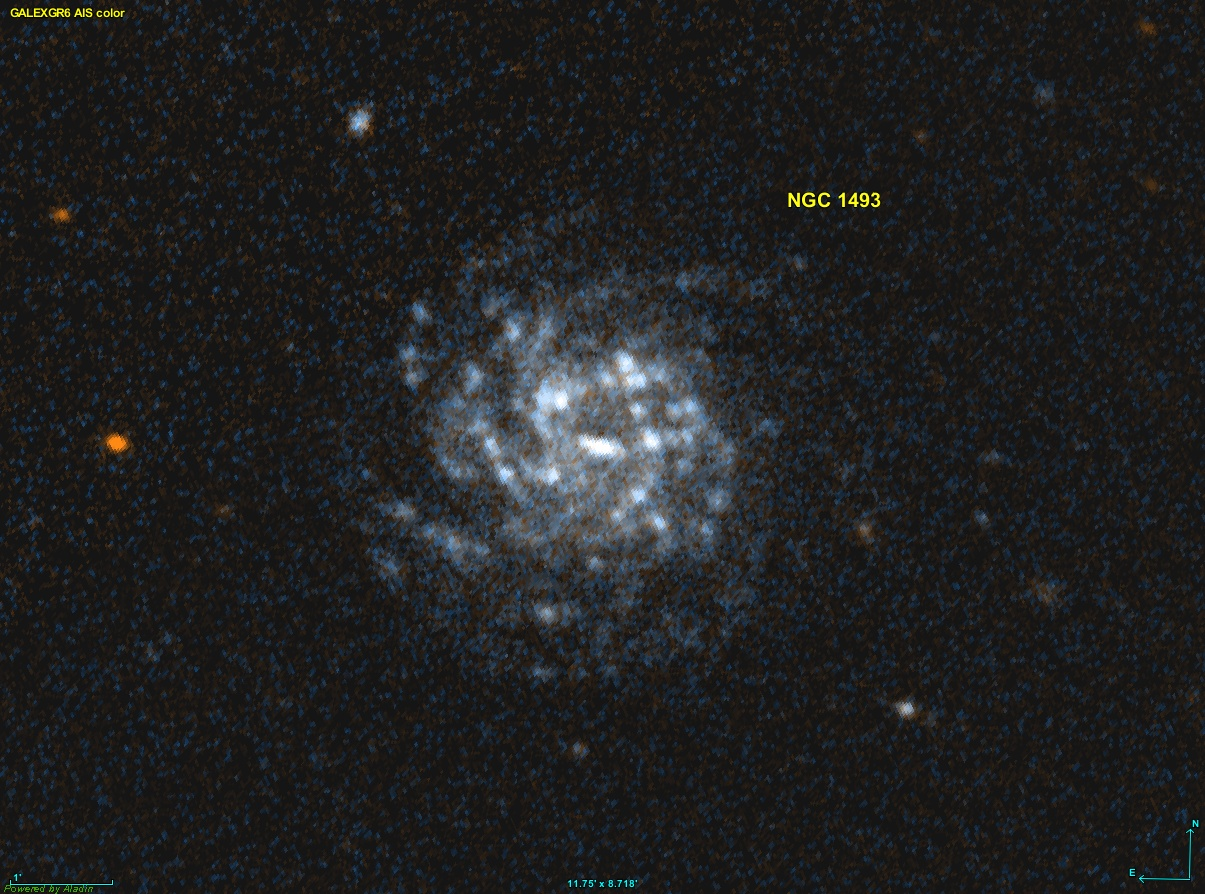
NGC 1493 en ultraviolet par GALEX.

NGC 1493 a été utilisée par Gérard de Vaucouleurs comme une galaxie de type morphologique SB(rs)cd dans son atlas des galaxies,.
Eskridge, Frogel et Pogge ont publié un article en 2002 décrivant la morphologie de 205 galaxies spirales ou lenticulaires rapprochées. Les observations ont été réalisées dans la bande H de l'infrarouge et dans la bande B (le bleu). Selon Eskridge et ses collègues, NGC 1493 est de type SABc dans la bande B et SBd dans la bande H. Le noyau de NGC 1493 est intégré dans un bulbe elliptique traversé par une petite barre de contraste élevé. Un motif spiralé cotonneux semble émerger des extrémités de la barre. Les bras ont de nombreux nœuds brillants et, à de faibles niveaux de luminosité, il existe des indices de la présence d'au moins quatre bras qui possède plusieurs segments.

## Groupe de NGC 1433 et de NGC 1493
Selon Richard Powell du site « Un Atlas de l'Univers », NGC 1493 fait partie du groupe de NGC 1433 qui compte 10 galaxies. Ce groupe fait partie de l'amas du Fourneau.
Toutefois, selon un article publié par A.M. Garcia en 1993, NGC 1493 est la galaxie la plus brillante d'un groupe de galaxies qui porte son nom. Le groupe de NGC 1493 comprend six galaxies. En plus de NGC 1493, les cinq autres galaxies du groupe sont IC 2000, NGC 1483, NGC 1494, PGC 13979 et PGC 14125. Les galaxies IC 2000 et NGC 1494 se retrouvent aussi dans le groupe de NGC 1433 indiqué dans l'article de Powell. Les galaxies IC 1970 NGC 1411 ainsi que NGC 1448 du groupe de NGC 1448 se retrouvent aussi dans le groupe de NGC 1433 de Powell.
La distance moyenne des galaxies groupe de NGC 1433 de Powell est de 15,5 Mpc, celle du groupe de NGC 1448 de 15,1 Mpc et celle du groupe de NGC 1493 de 14,8 Mpc. Les galaxies NGC 1433, NGC 1495, NGC 1527 et PGC 14225 du groupe de NGC 1433 (Powell) ne figurent ni dans le groupe de NGC 1448 ni dans celui de NGC 1493. Si on réunissait toutes les galaxies mentionnées par Powell et Garcia en un seul groupe, celui-ci renfermerait 15 galaxies dont la distance moyenne serait de 14,1 ± 1,7 Mpc.